# Lilie wodne
Lilie Wodne (Nenufary) – cykl ok. 250 obrazów Claude’a Moneta. Przedstawiają one ogród malarza w Giverny; powstawały przez 30 ostatnich lat życia artysty. 
Dzieła z cyklu Lilie Wodne są eksponowane w muzeach w różnych krajach: Muzeum Marmottan w Paryżu, Metropolitan Museum of Art w Nowym Jorku, w Instytucie Sztuki w Chicago, Saint Louis Art Museum, Carnegie Museum of Art i Portland Art Museum. W latach 20. XX wieku władze Francji wzniosły dwa owalne pomieszczenia w muzeum w Oranżerii jako miejsce stałej wystawy ośmiu fresków Moneta przedstawiających nenufary. Wystawa została otwarta 16 maja 1927. 
19 czerwca 2007 jeden z obrazów z serii został sprzedany za 18,5 mln funtów szterlingów na licytacji w domu aukcyjnym Sotheby’s w Londynie. Inne dzieło z cyklu, Le Bassin Aux Nymphéas, osiągnęło cenę 41 milionów funtów w domu aukcyjnym Christie’s 24 czerwca 2008.
Wszystkie dzieła z cyklu przedstawiają staw w ogrodzie malarza w Giverny i rosnące w nim grzybienie białe; namalowane zostały techniką impresjonistyczną.

## Galeria

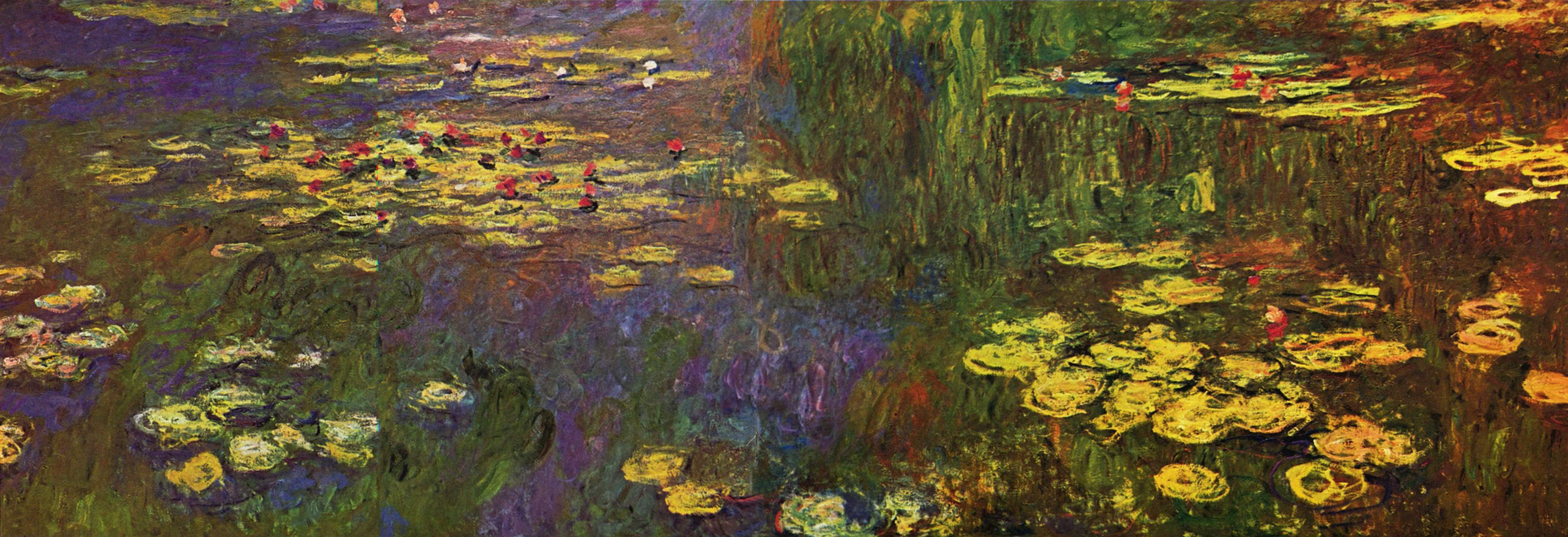
Lilie wodne (Water Lilies) 1920–1926, Musée de l'Orangerie
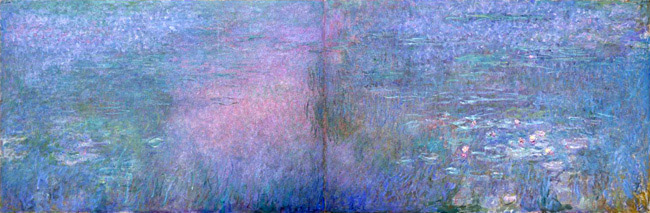
Staw lilii wodnej (Water Lily Pond) c.1915–1926, Chichu Art Museum, Naoshima, Japan
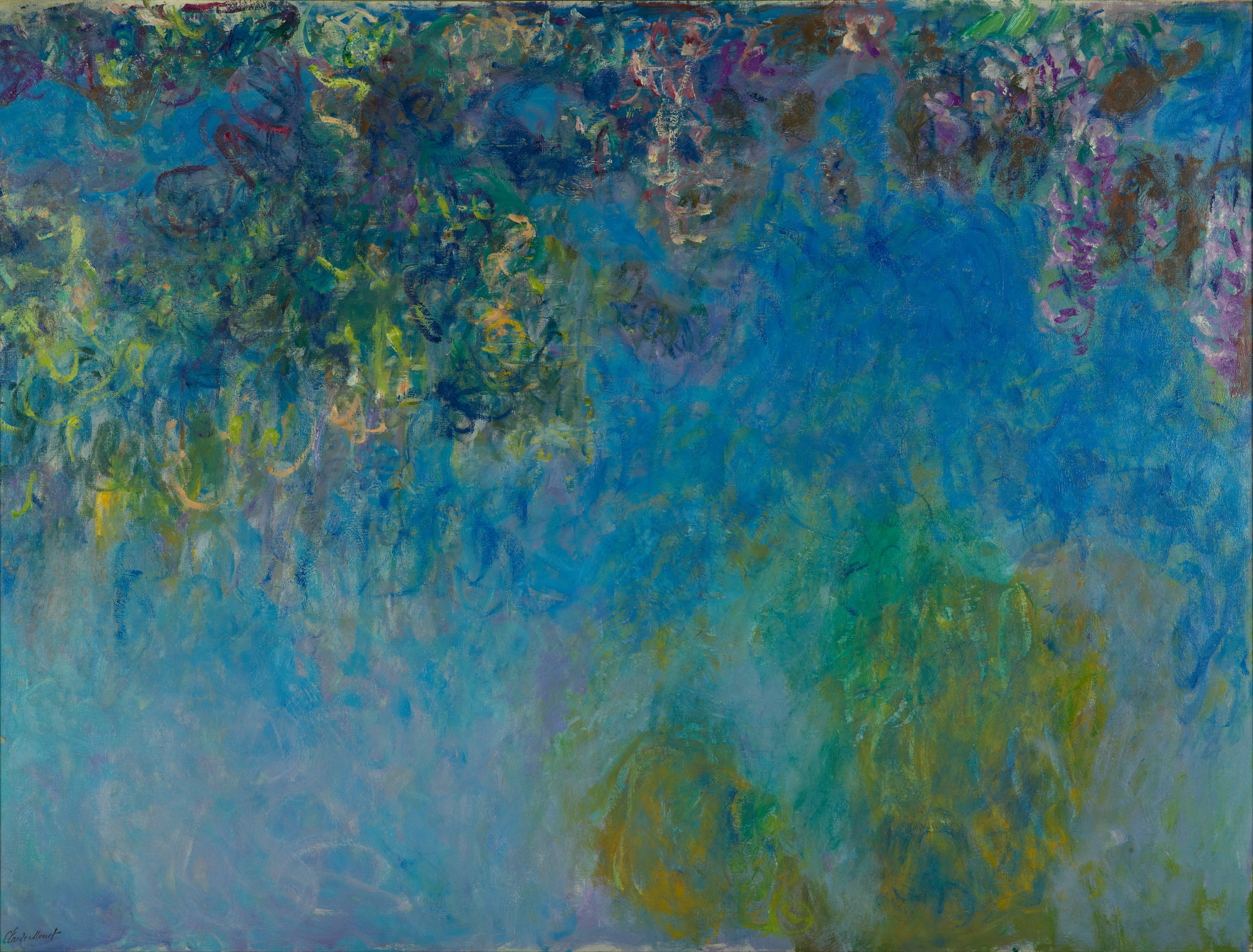
Wisteria, 1925, Kunstmuseum Den Haag
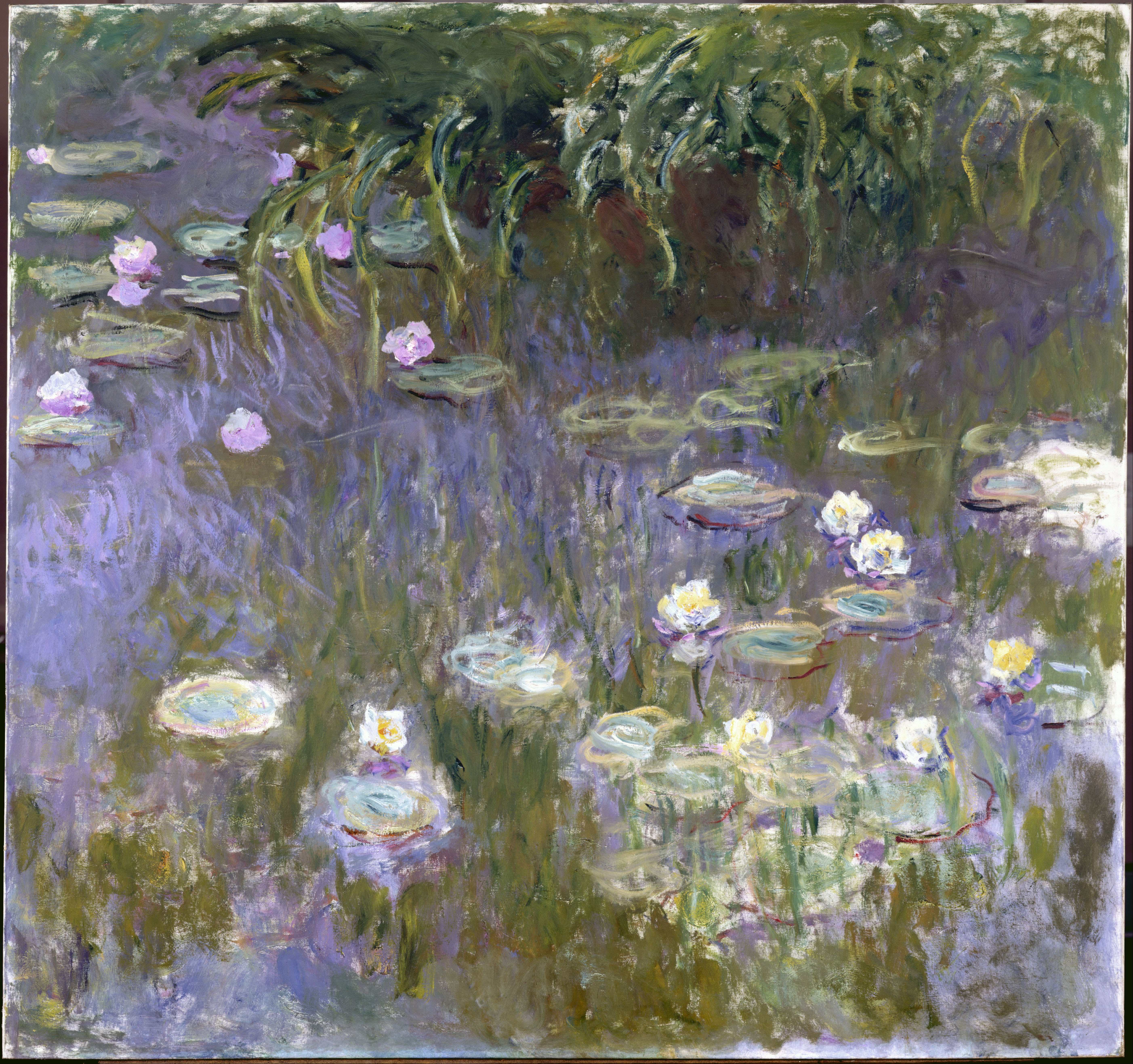
Lilie wodne (Water Lilies) 1922, Toledo Museum of Art
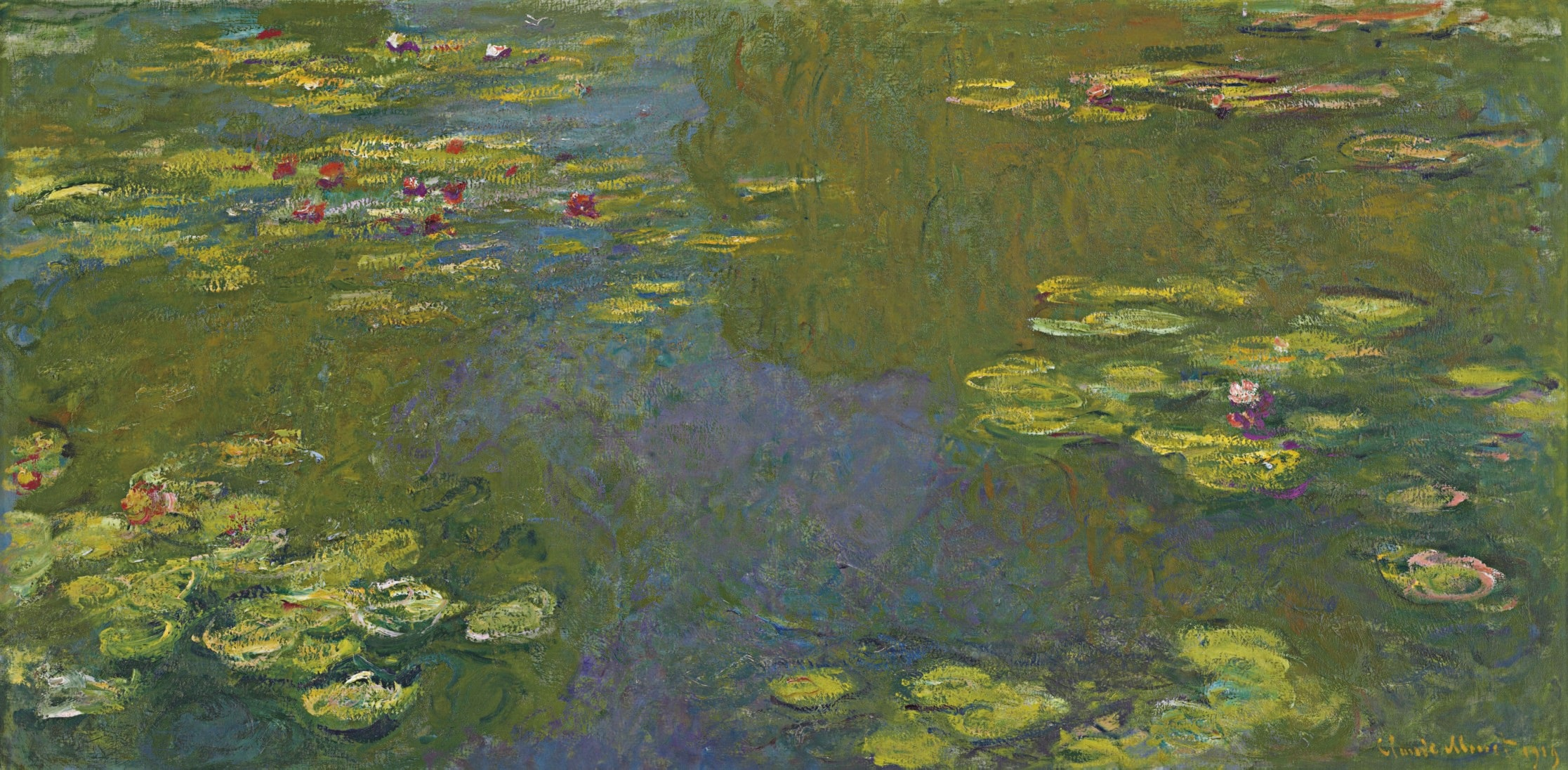
Le Bassin Aux Nymphéas, 1919
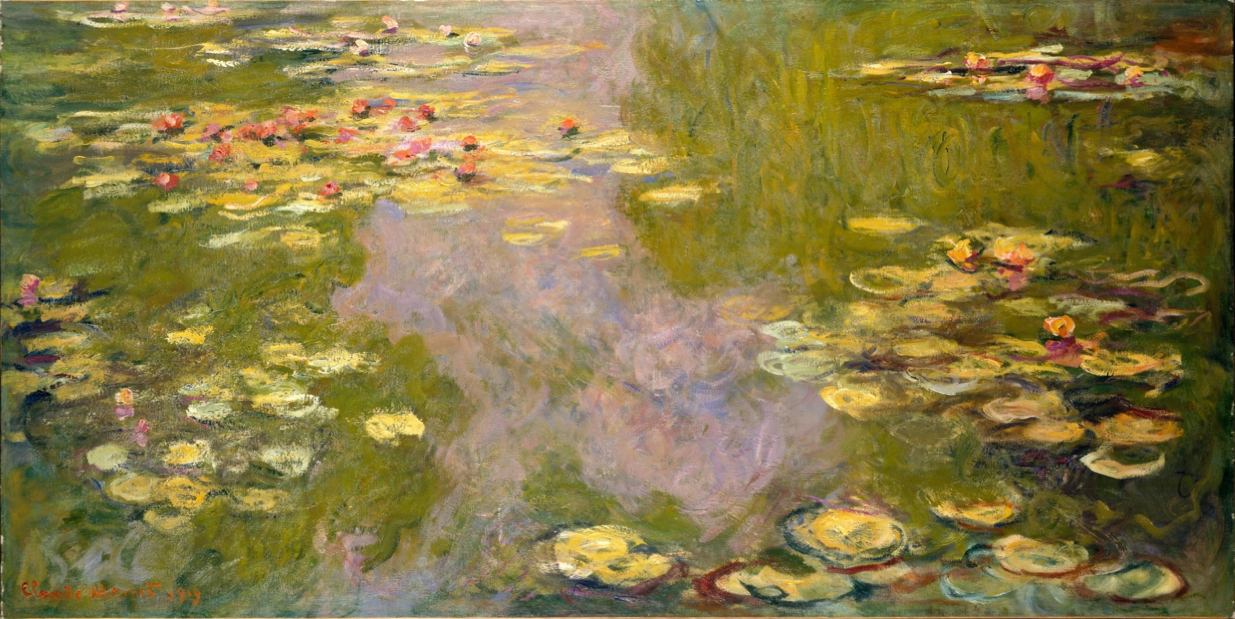
Lilie wodne (Water Lilies) 1919, Metropolitan Museum of Art, New York City
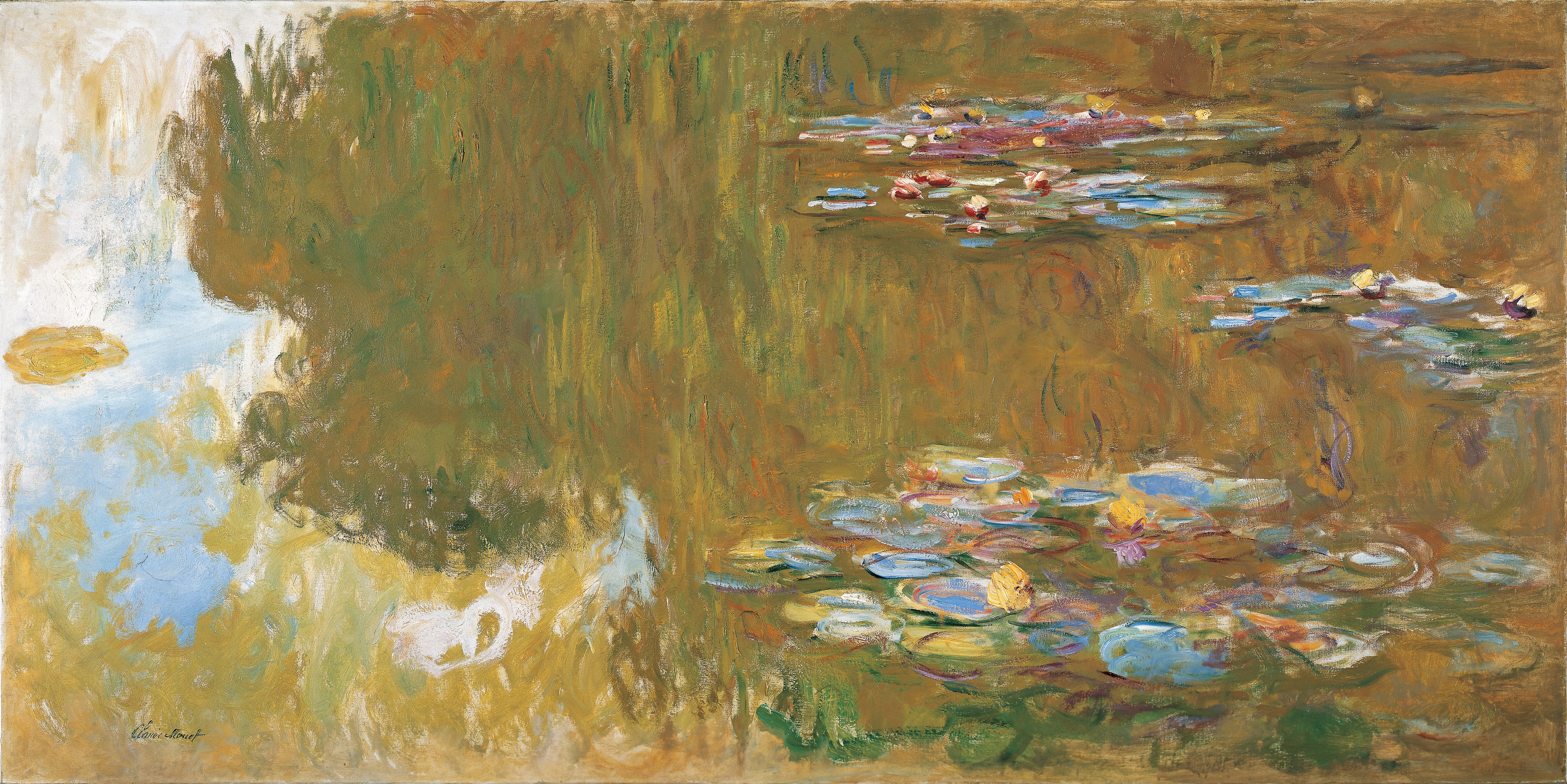
Staw lilii wodnej (The Water Lily Pond) c. 1917-19, Albertina
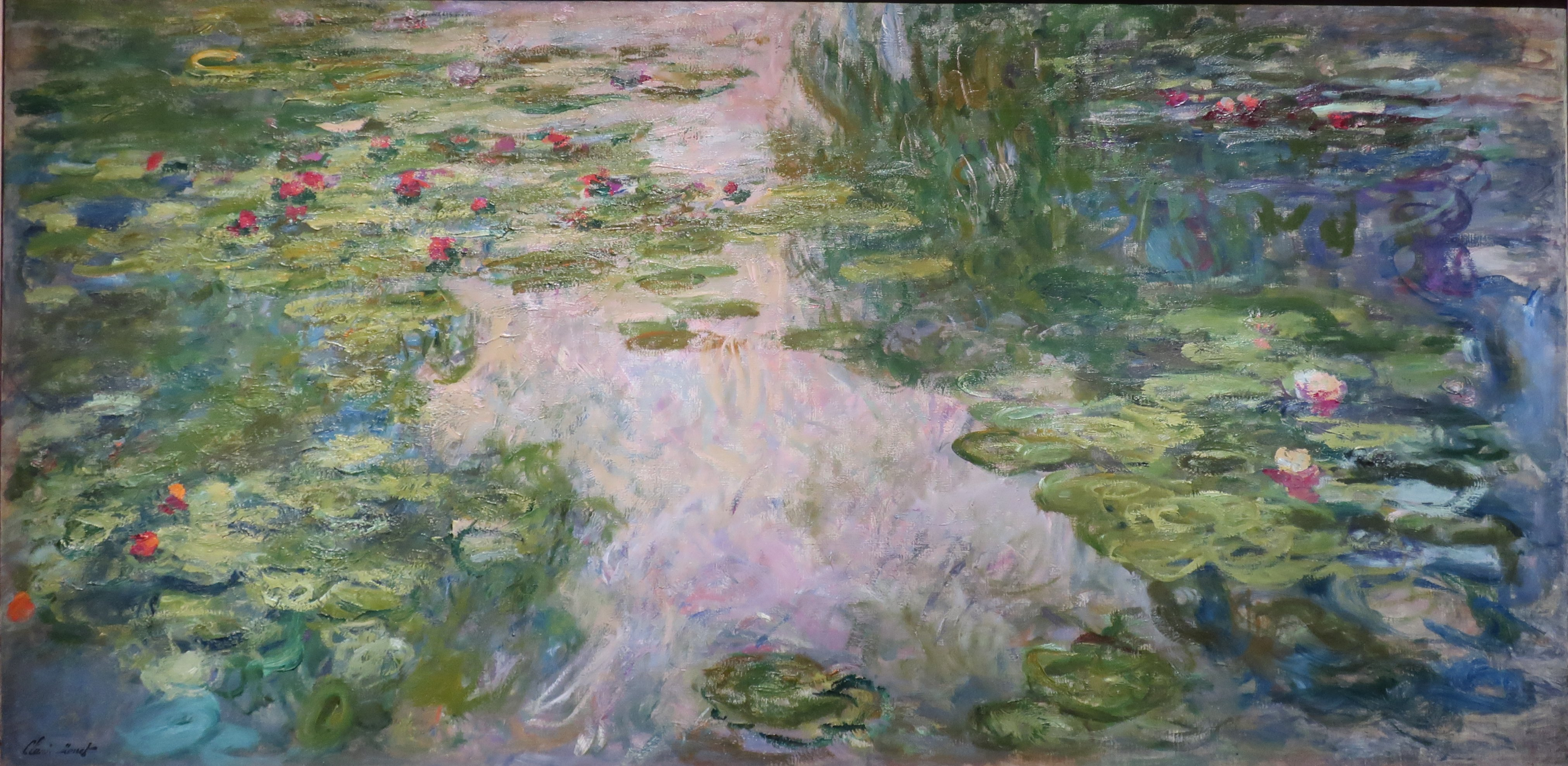
Lilie wodne (Water Lilies), 1917–1919, Honolulu Museum of Art
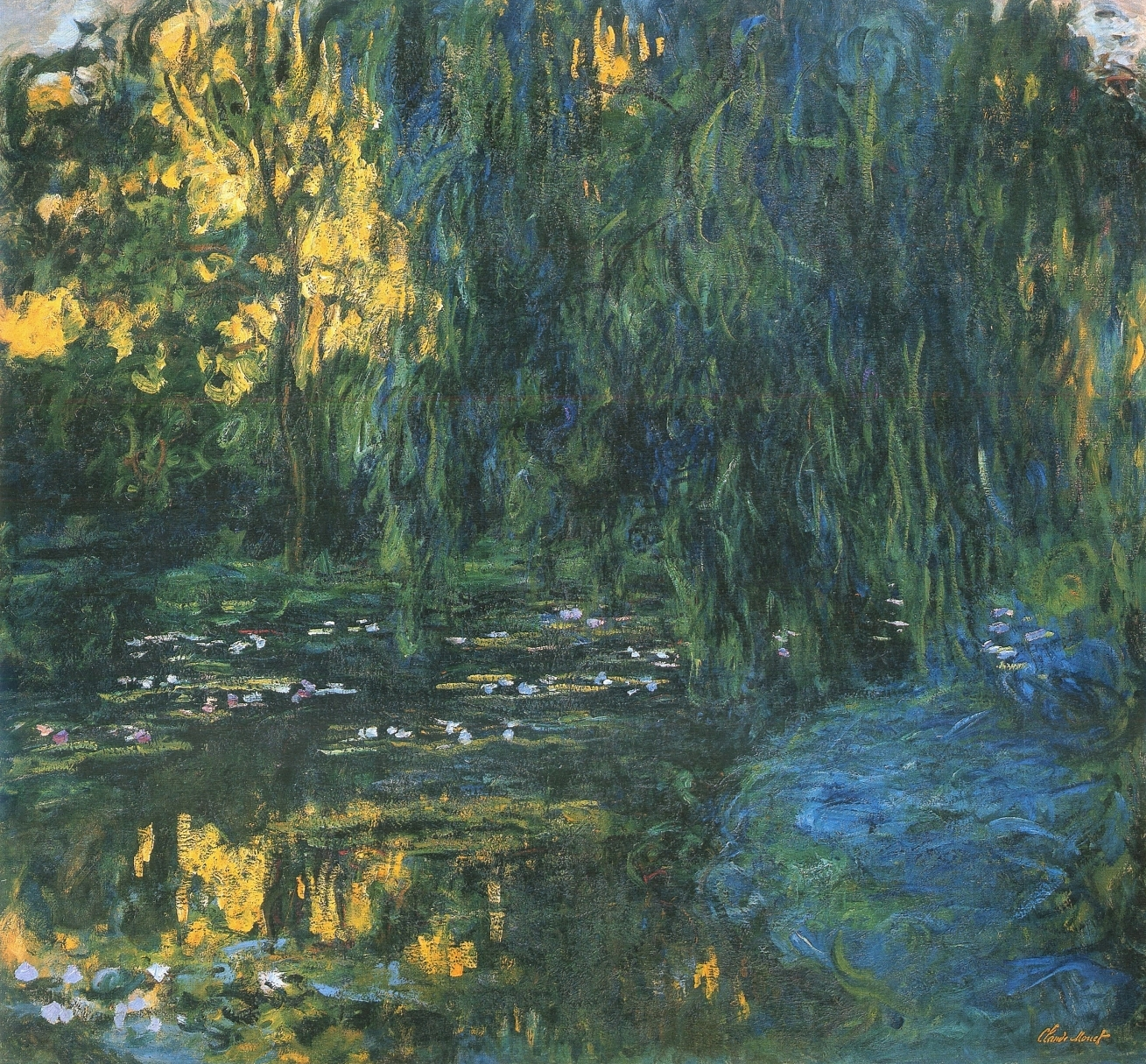
Staw lilii wodnej i płacząca wierzba (Water Lily Pond and Weeping Willow) Water-Lily Pond , (1916–19)
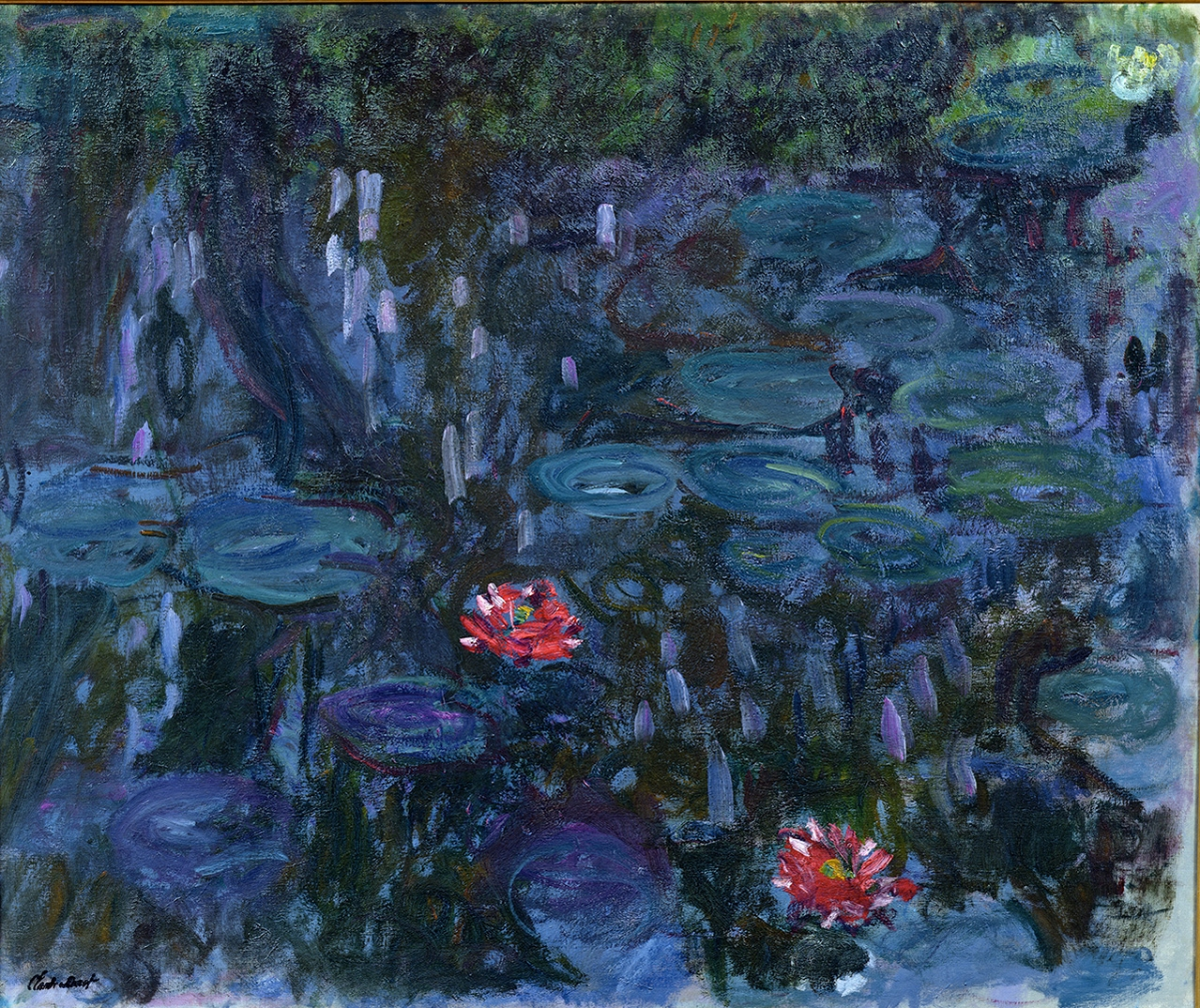
Nymphéas reflets de saule (1916–19), Musée Marmottan Monet
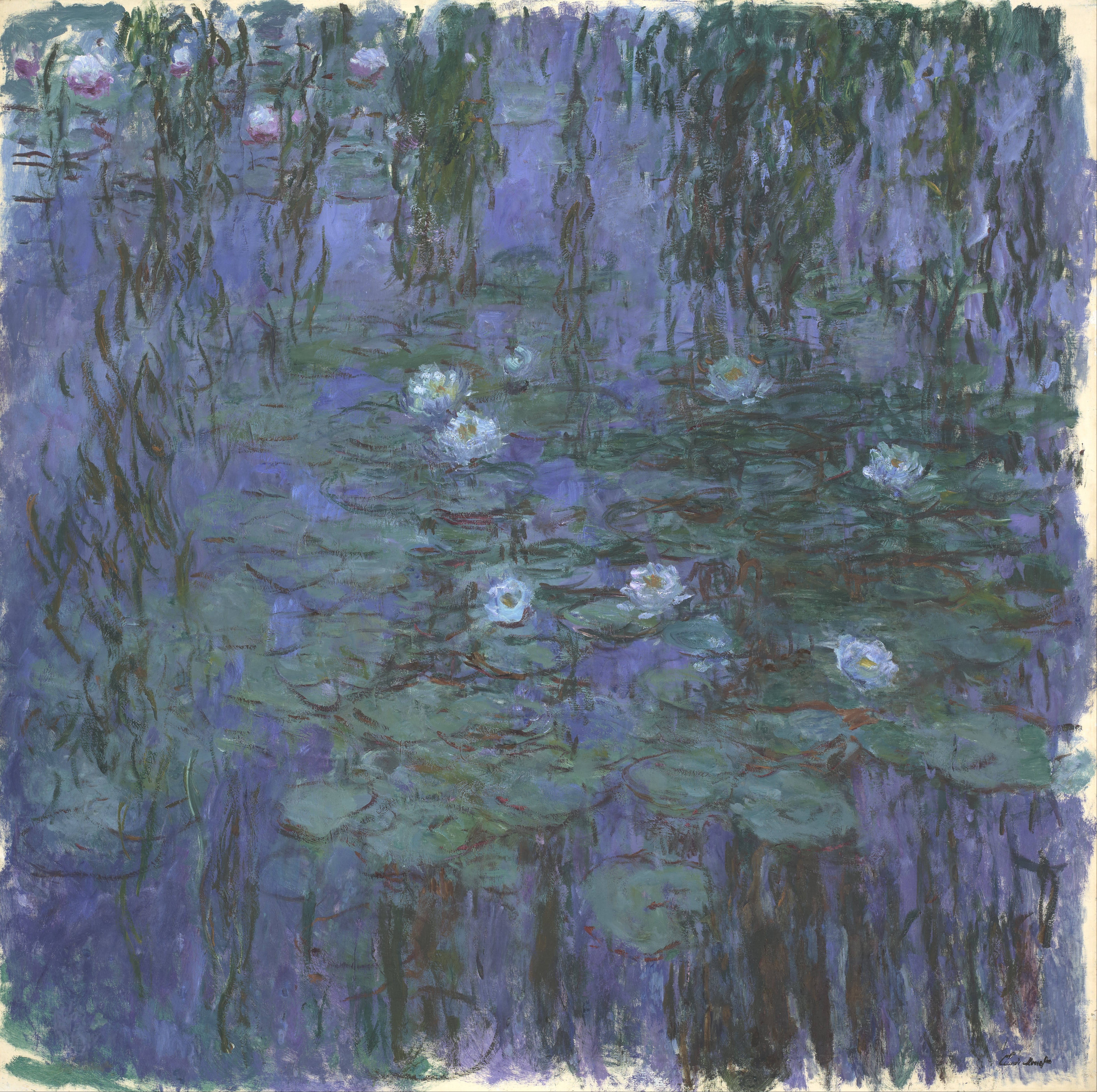
Niebieskie lilie wodne (Blue Water Lilies), 1916–1919, Musée d'Orsay
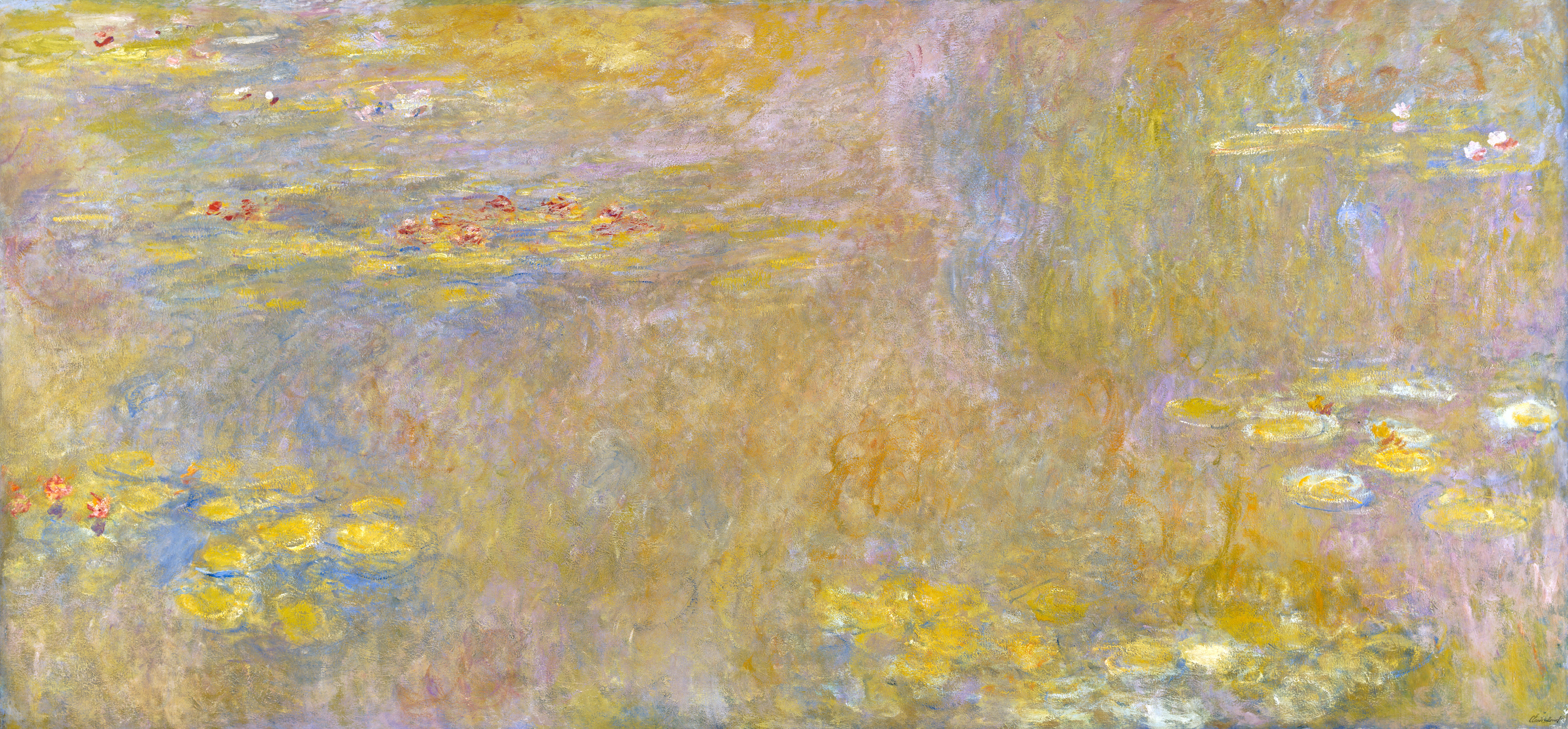
Sea-Roses (Yellow Nirwana), after 1916, National Gallery w Londynie
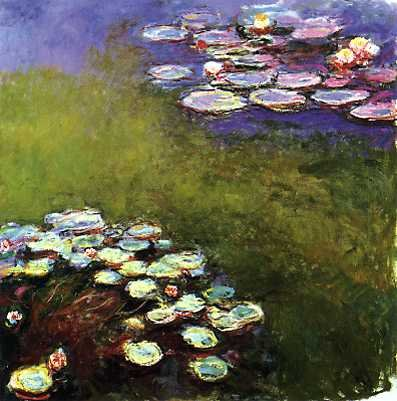
Nenufary (Nymphéas) 1916, Musée Marmottan Monet
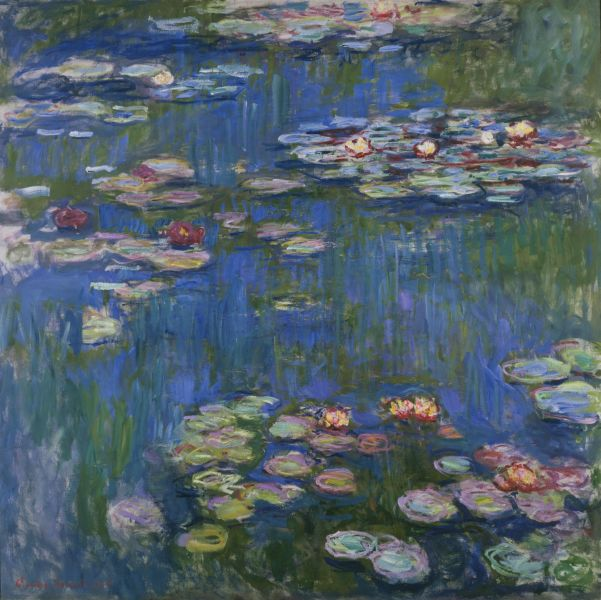
Lilie wodne (Water Lilies), 1916, National Museum of Western Art, Tokio
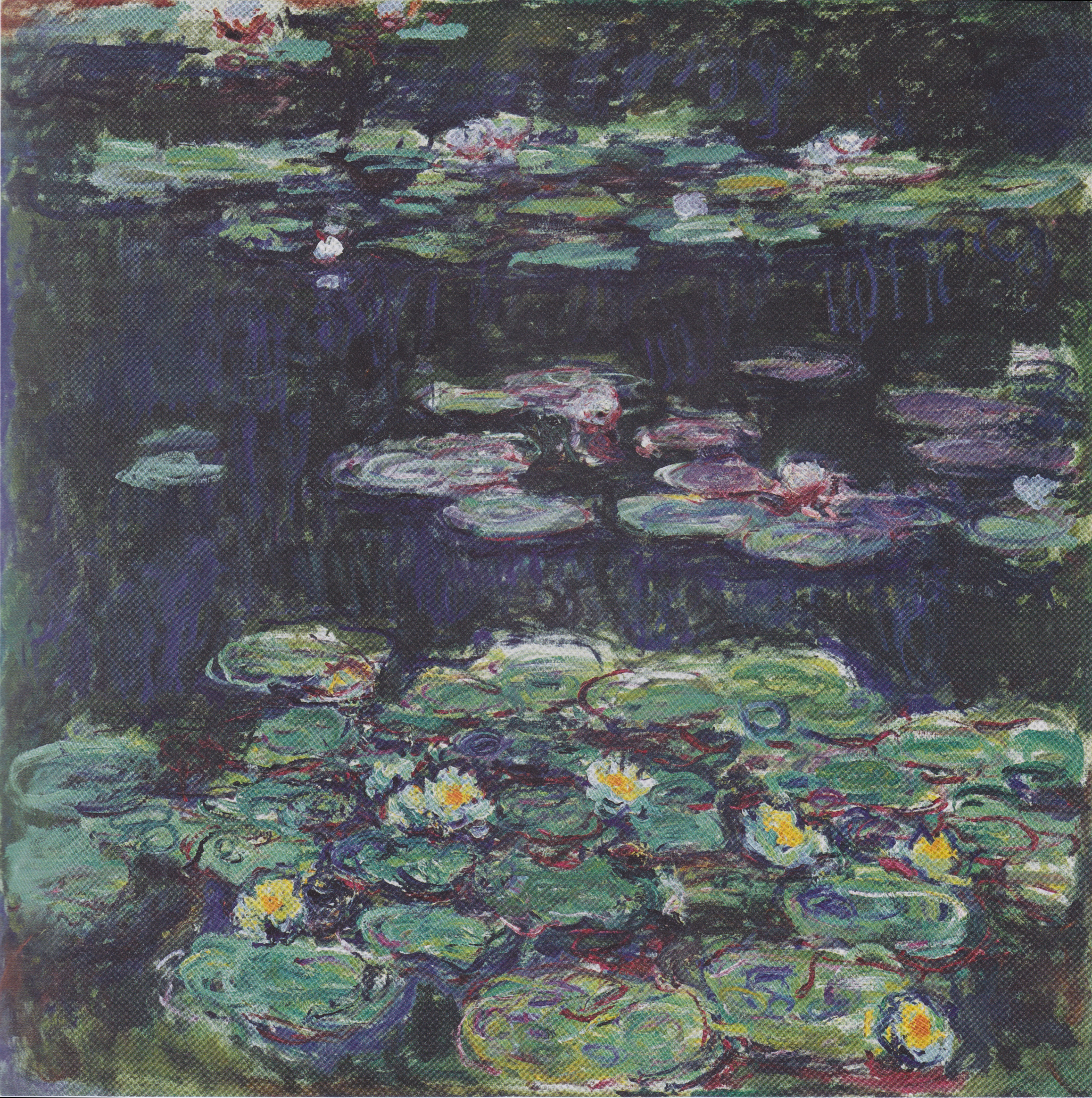
Białe i żółte lilie wodne (White and yellow Water Lilies), (1915–1917), Kunstmuseum Winterthur, Szwajcaria
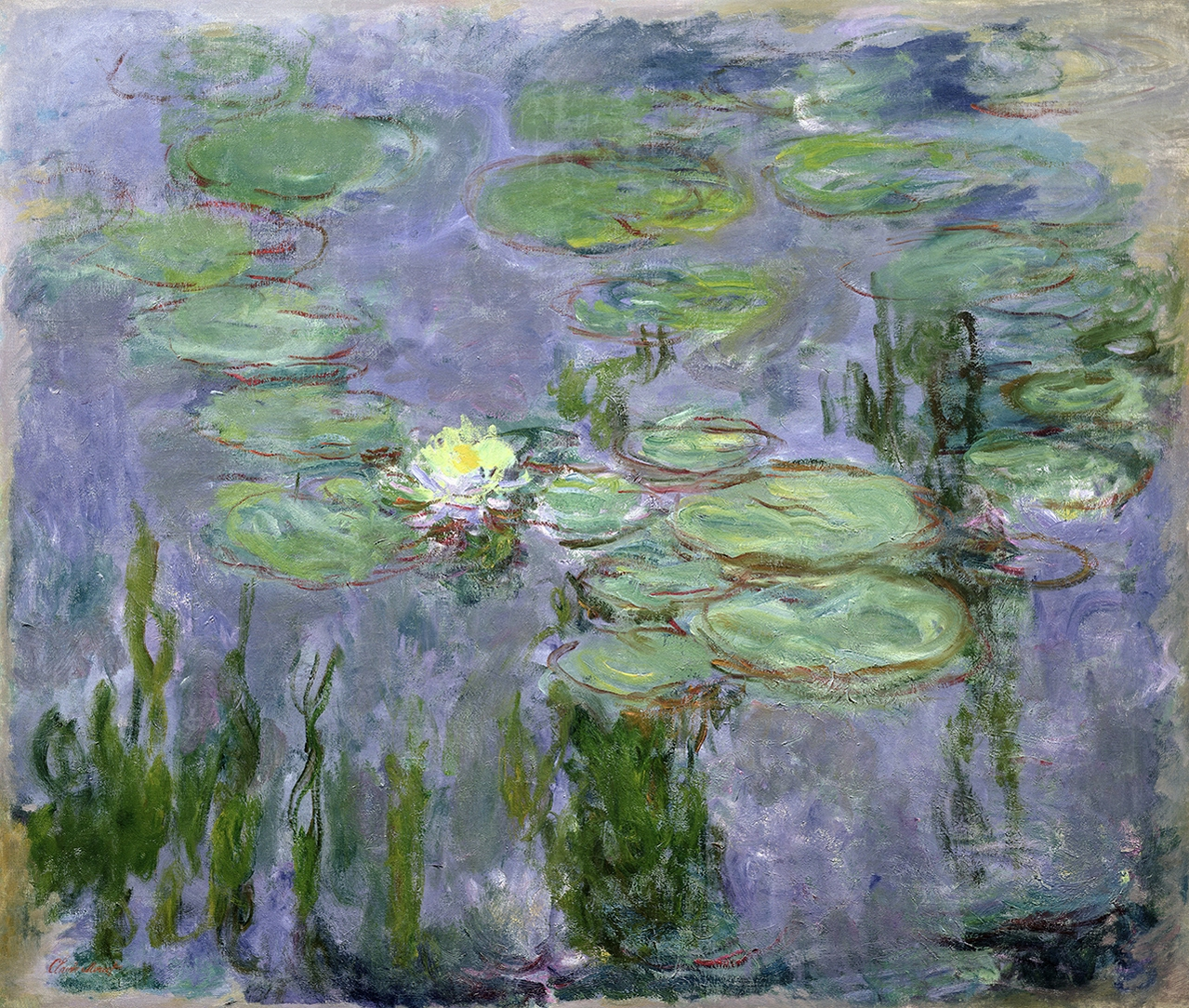
Nenufary (Nymphéas), 1915, Musée Marmottan Monet
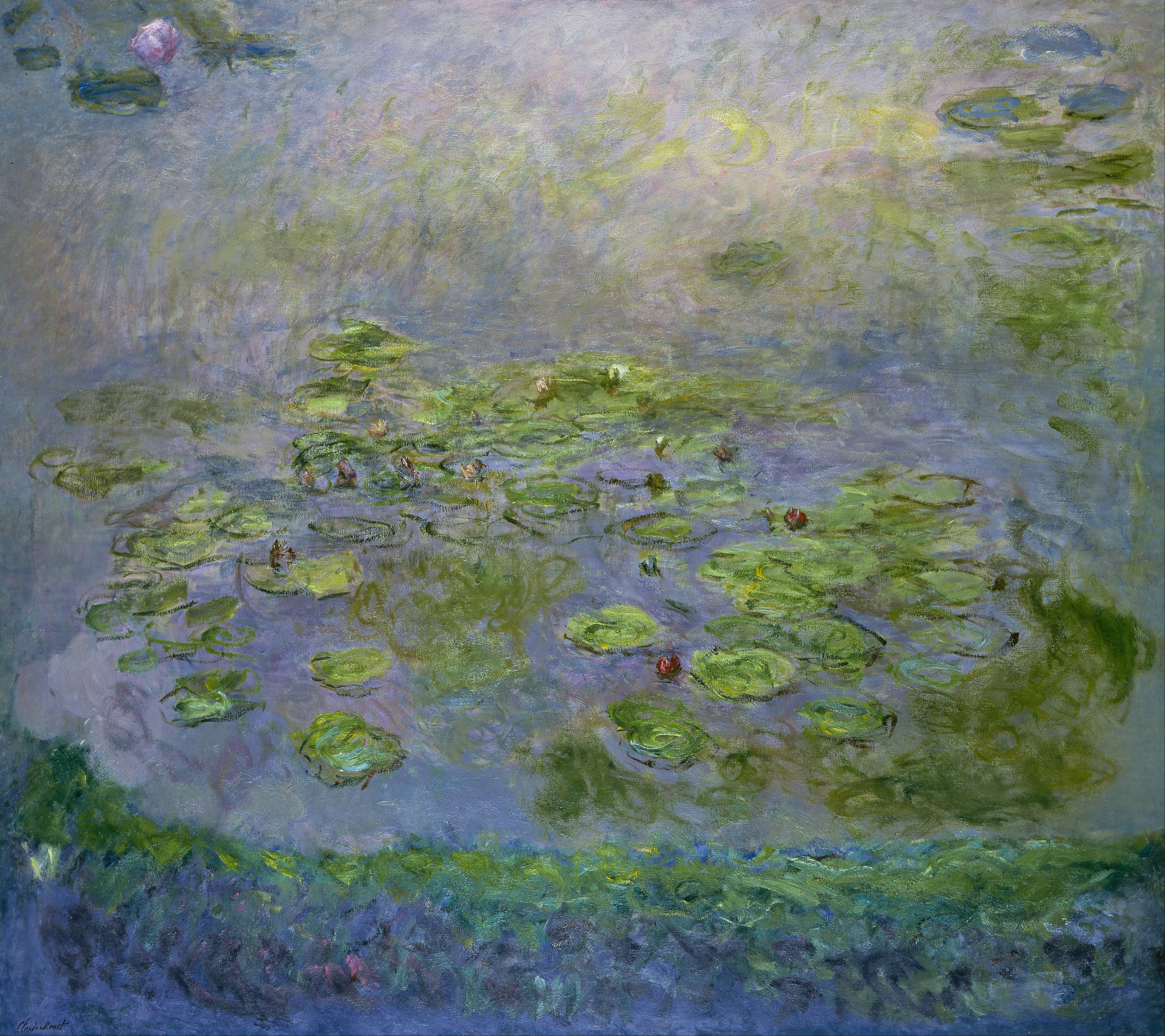
Nenufary lilie wodne (Nymphéas Waterlilies), 1914–1917, National Gallery of Australia
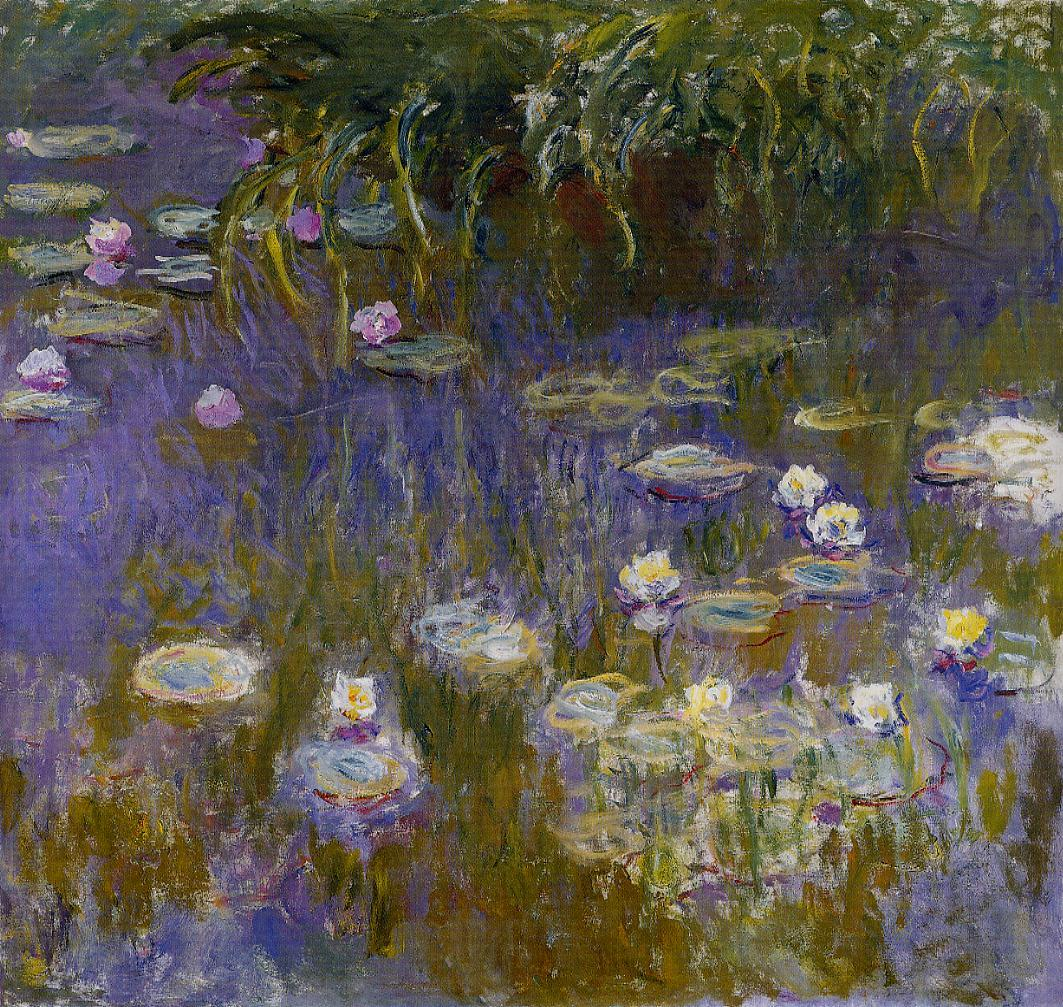
Lilie wodne (Water Lilies) 1914–1917, Toledo Museum of Art
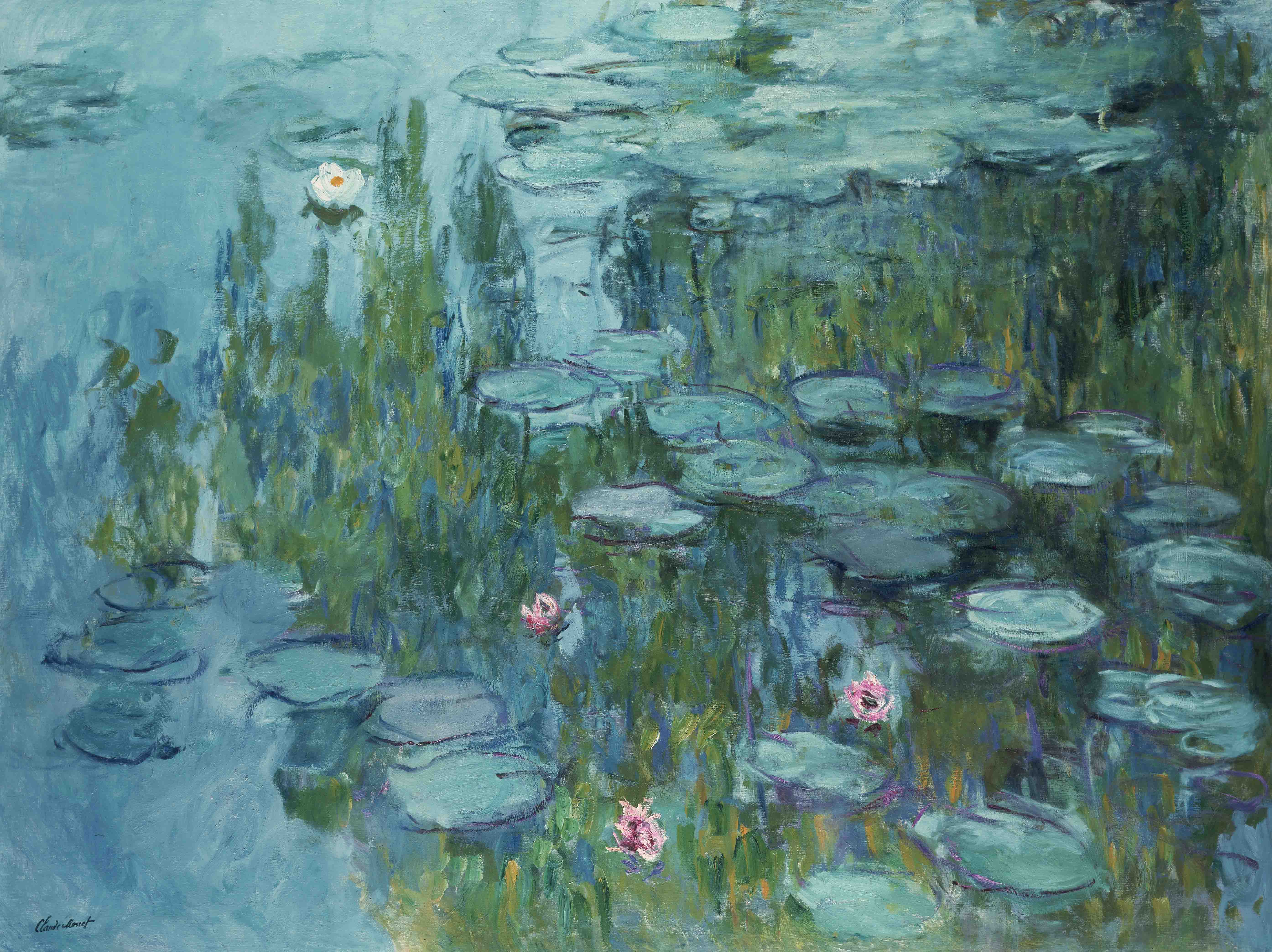
Nenufary (Nymphéas), 1915, Neue Pinakothek, Munich
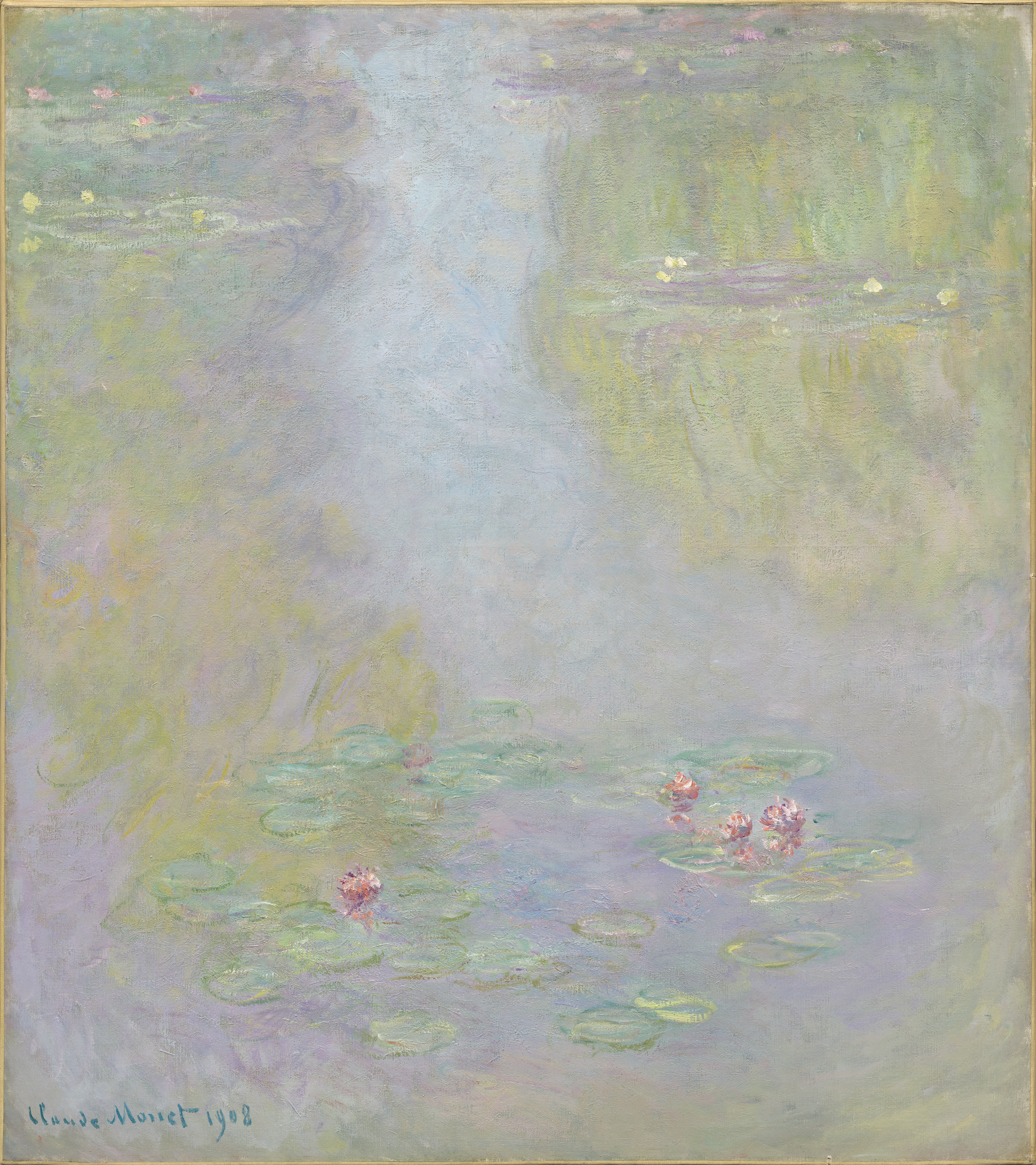
Lilie wodne (Water Lilies TFAM), 1908, Tokio Fuji Art Museum
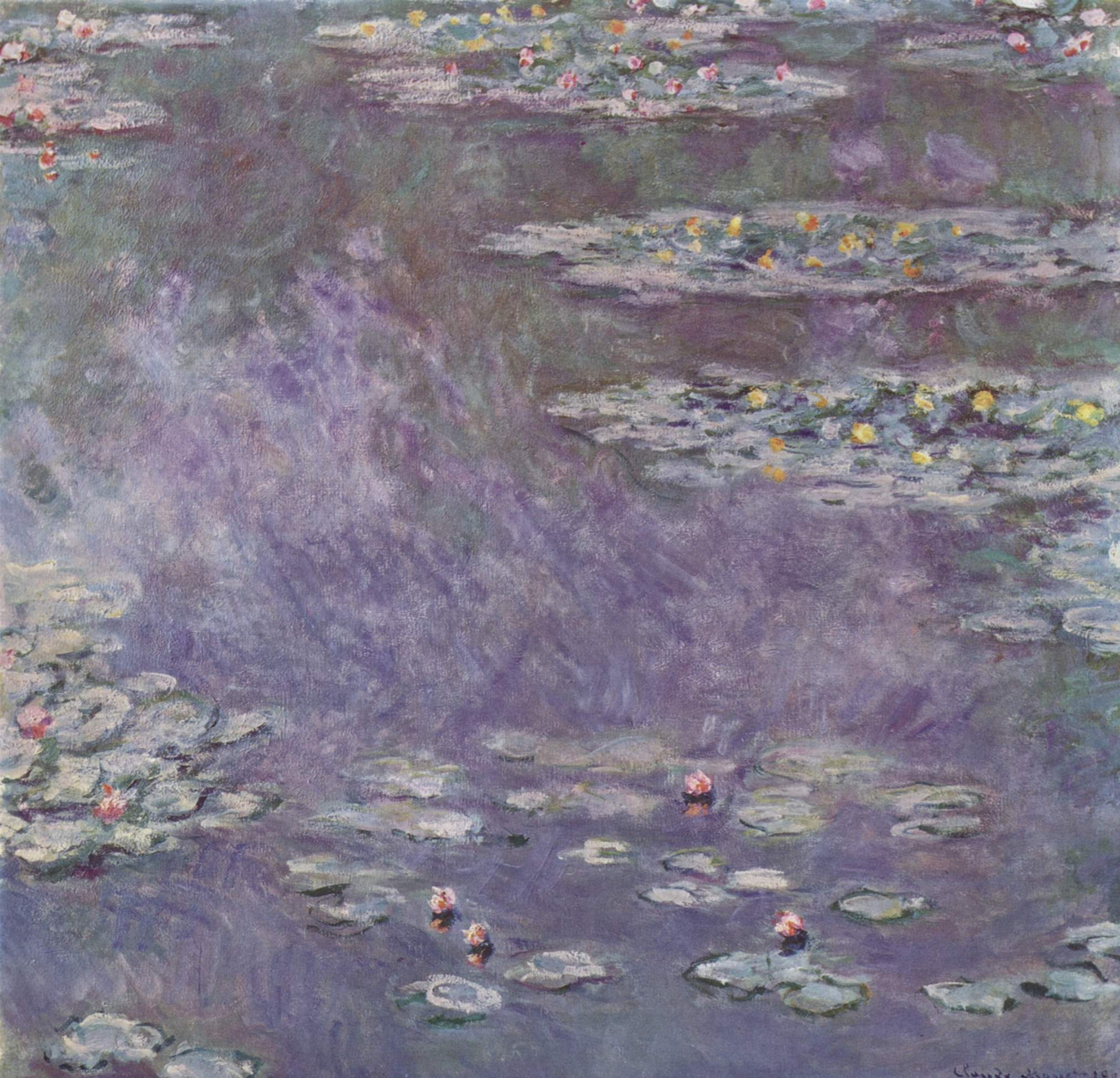
Staw lilii wodnej (Water Lily Pond) 1908
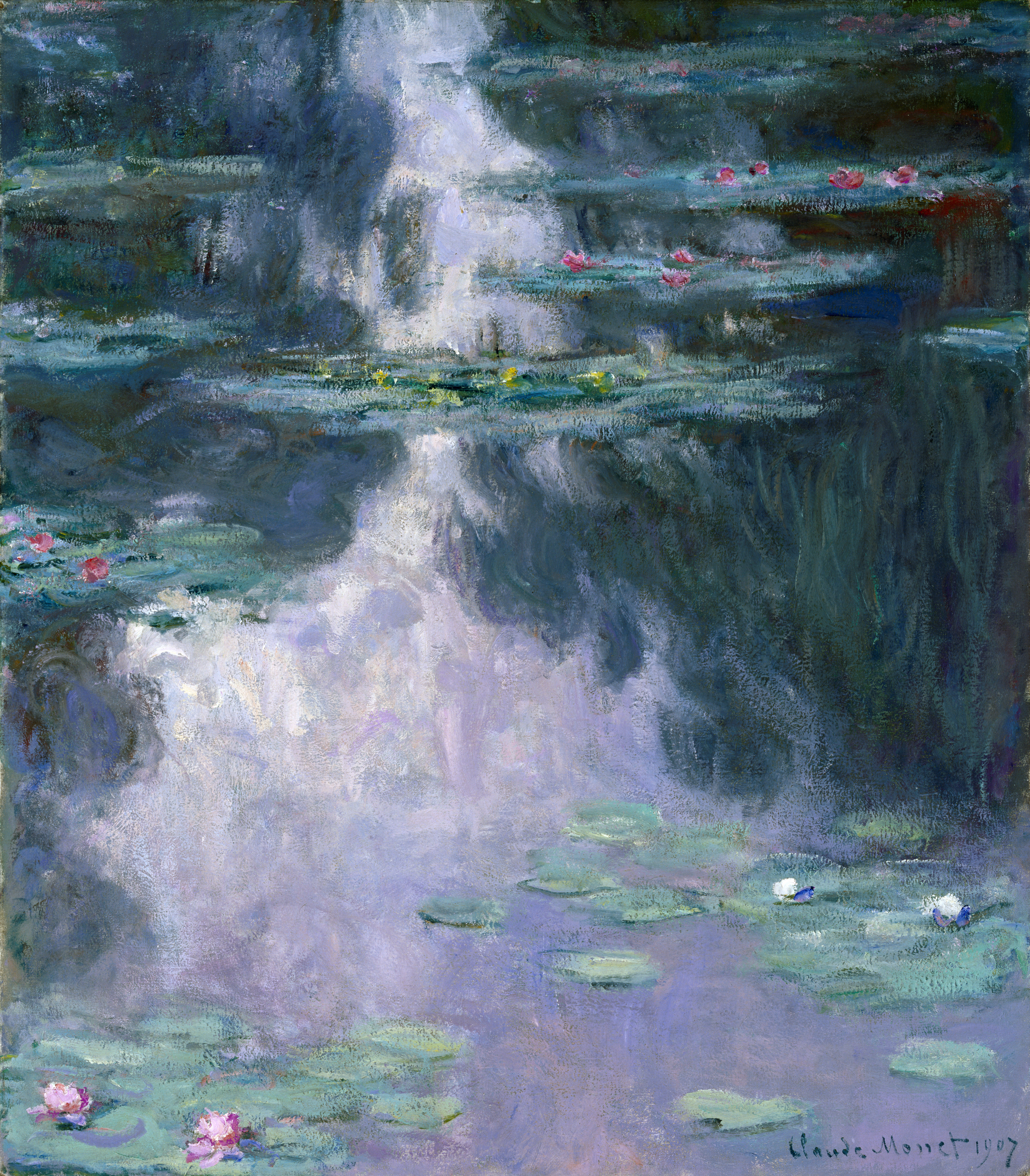
Lilie wodne (Water Lilies) 1907 The Museum of Fine Arts, Houston
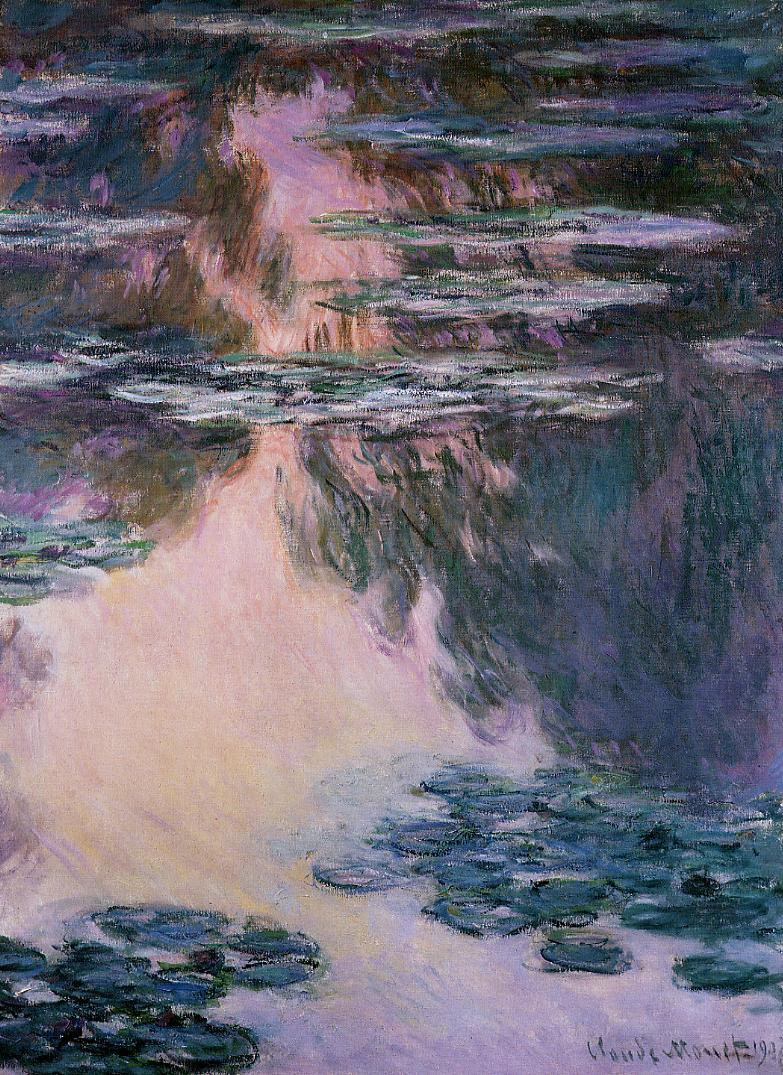
Lilie wodne (Water Lilies) 1907, Bridgestone Museum of Art, Tokio
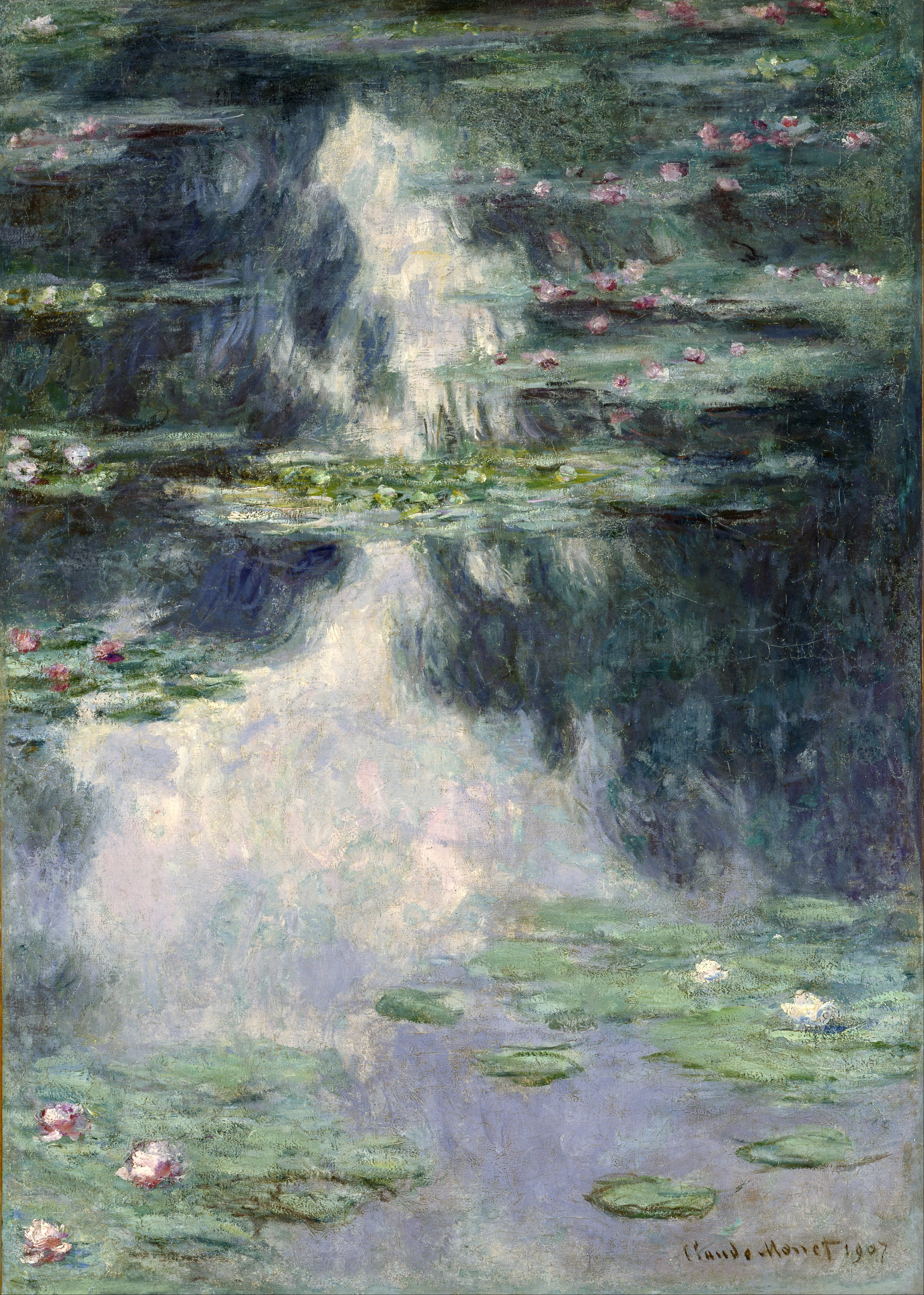
Staw z liljami wodnymi (Pond with Water Lilies), 1907, Israel Museum
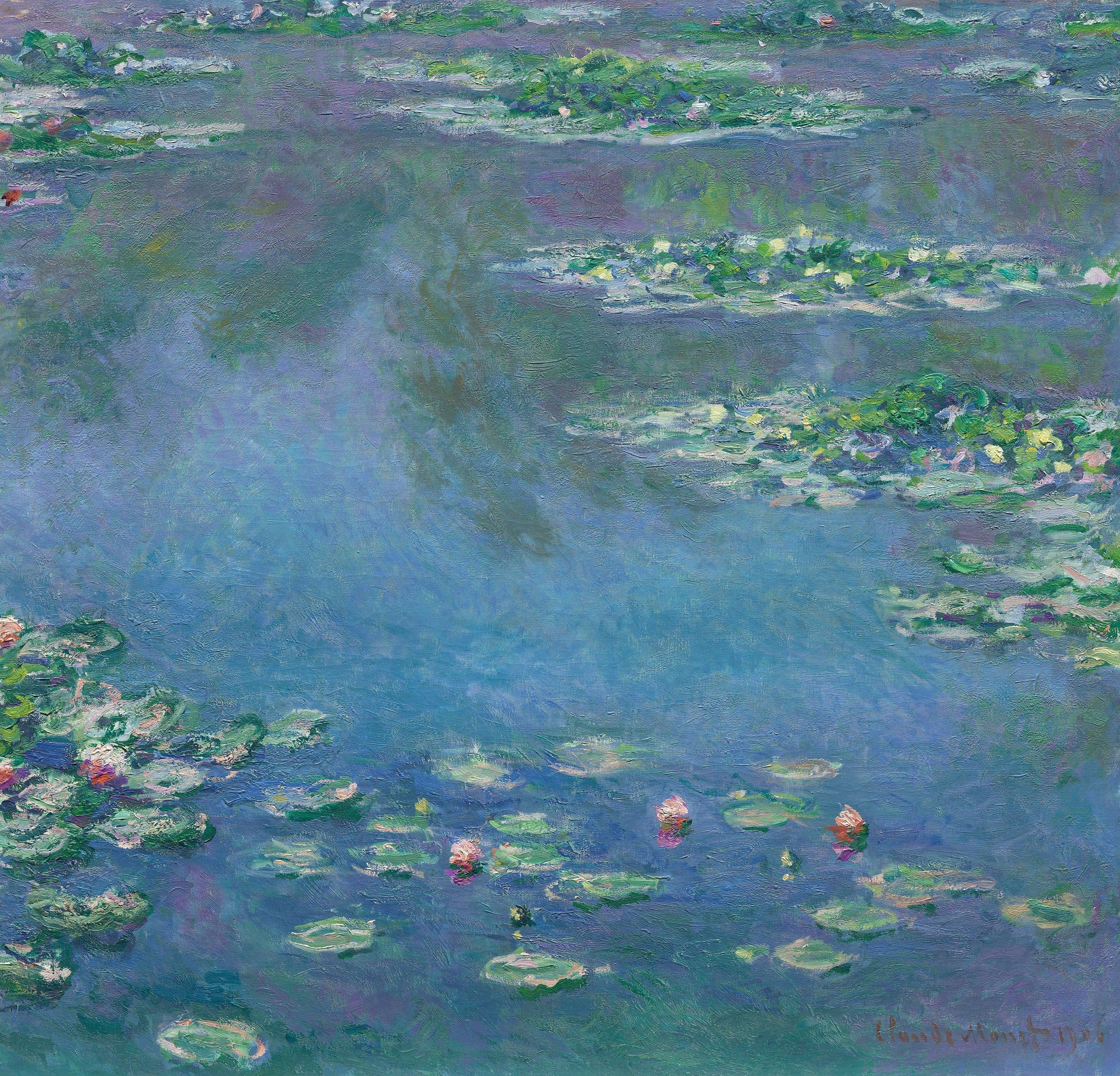
Lilie wodne (Water Lilies) 1906, Art Institute of Chicago
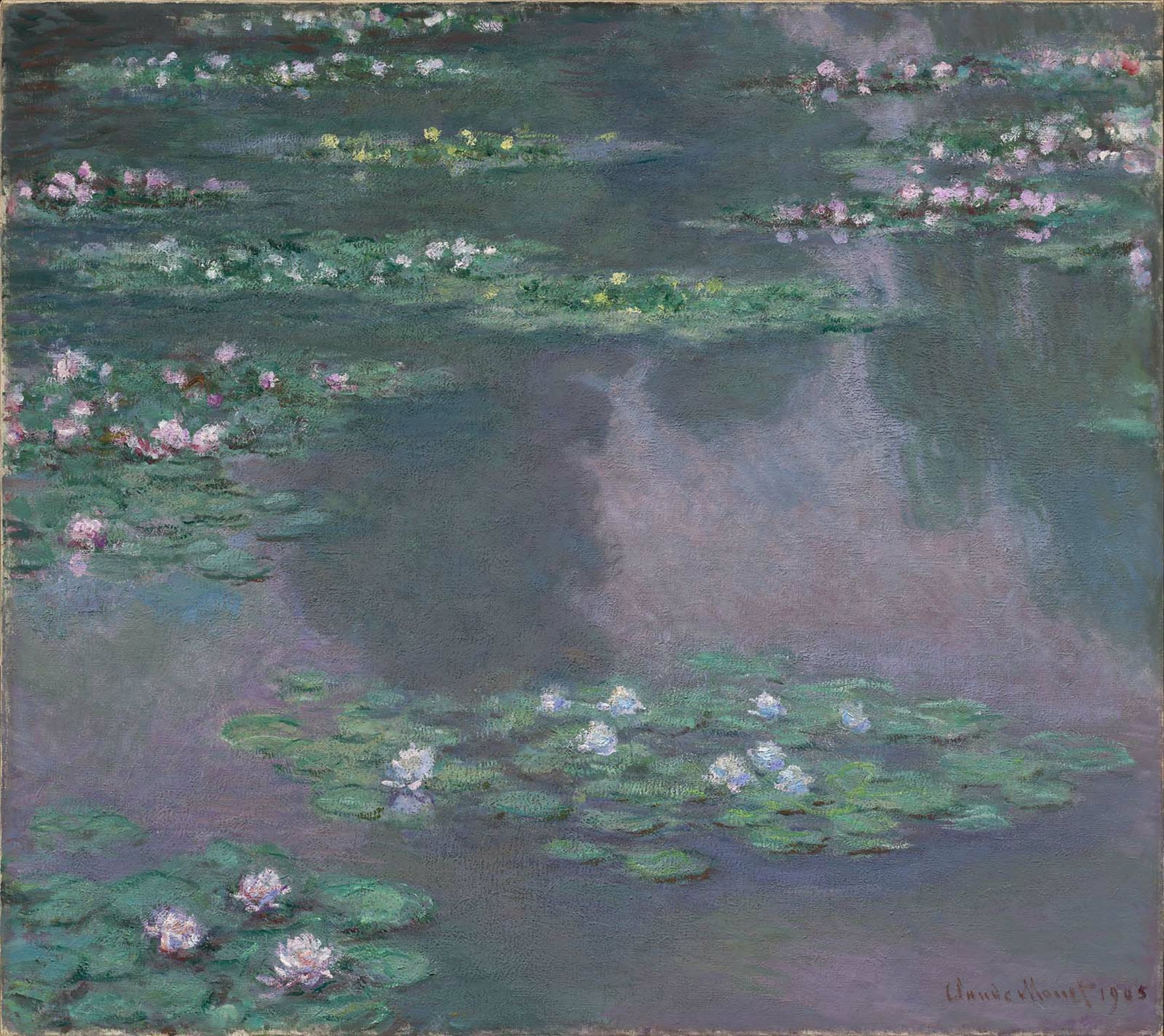
Lilie wodne (Water Lilies), 1905, Museum of Fine Arts, Boston
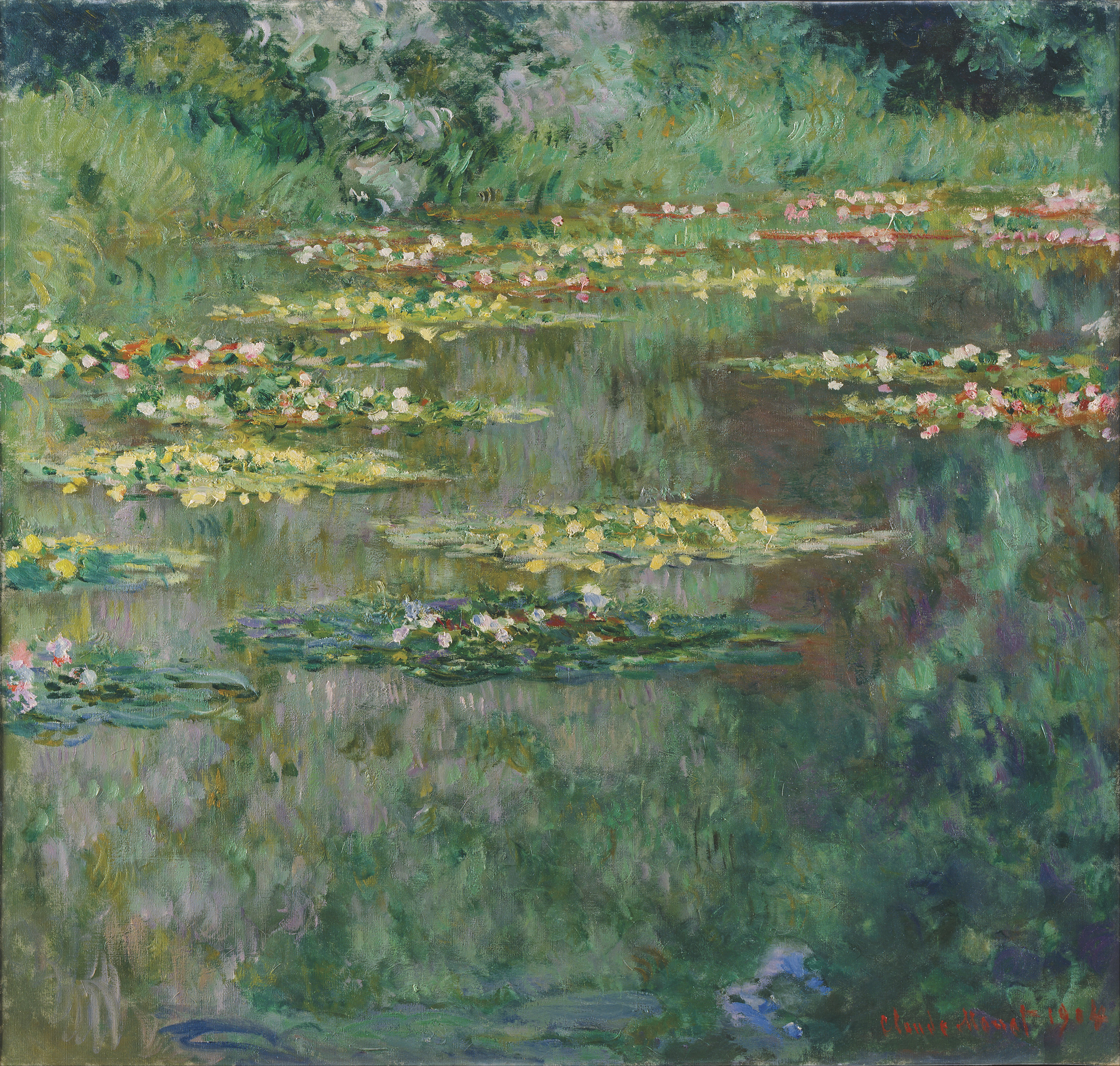
Le Bassin des Nympheas, 1904, Denver Art Museum
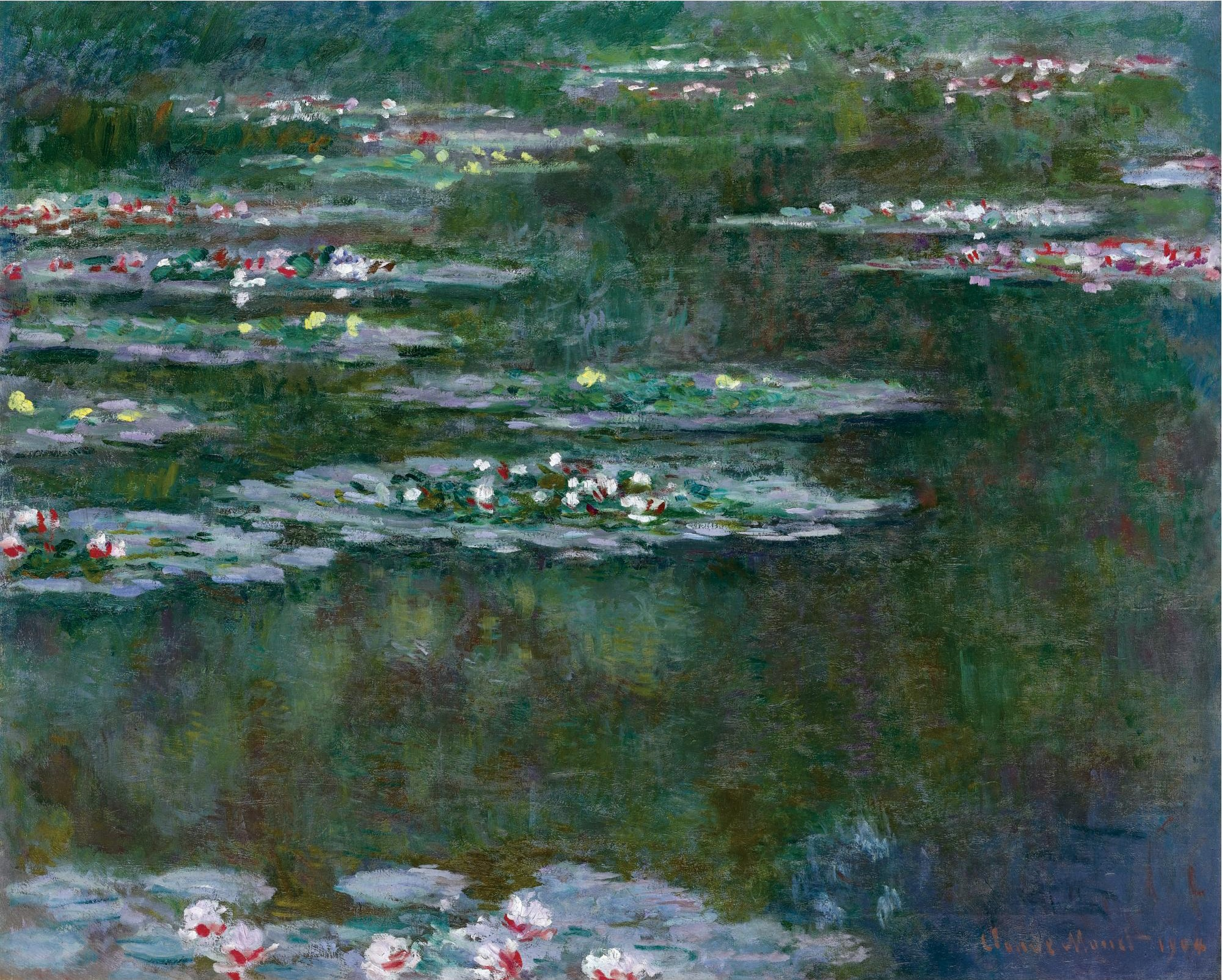
Lilie wodne (Water Lilies) 1904
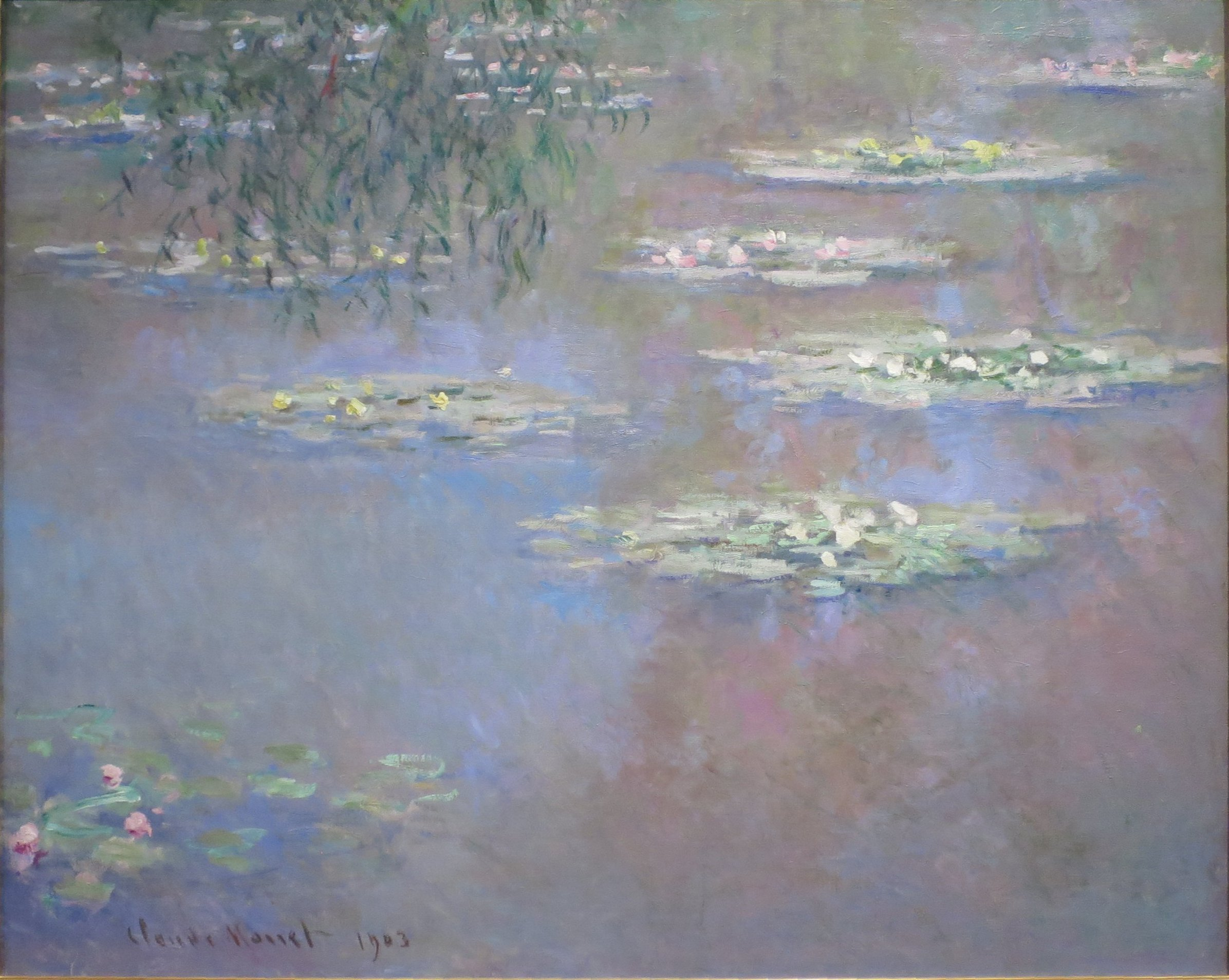
Lilie wodne (Water Lilies) 1903, Dayton Art Institute, Dayton, Ohio
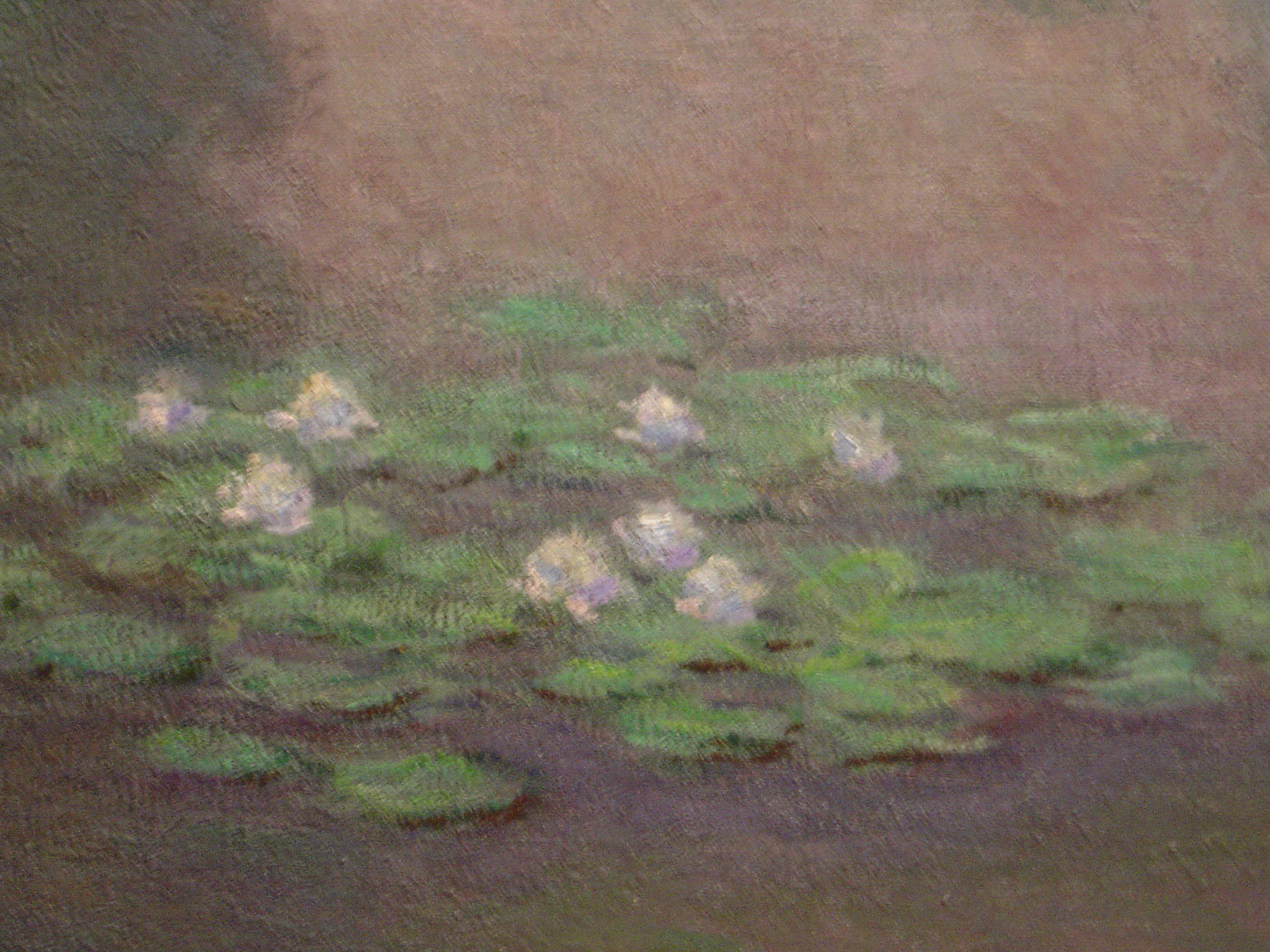
Closeup of Water lily pond, one of 18 views of the pond, 1899, Boston Museum of Fine Arts
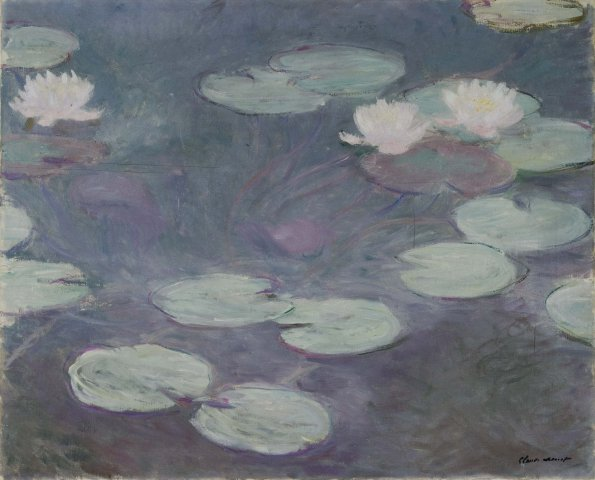
Lilie wodne (Water Lilies) 1897–1899, Galleria Nazionale d'Arte Moderna
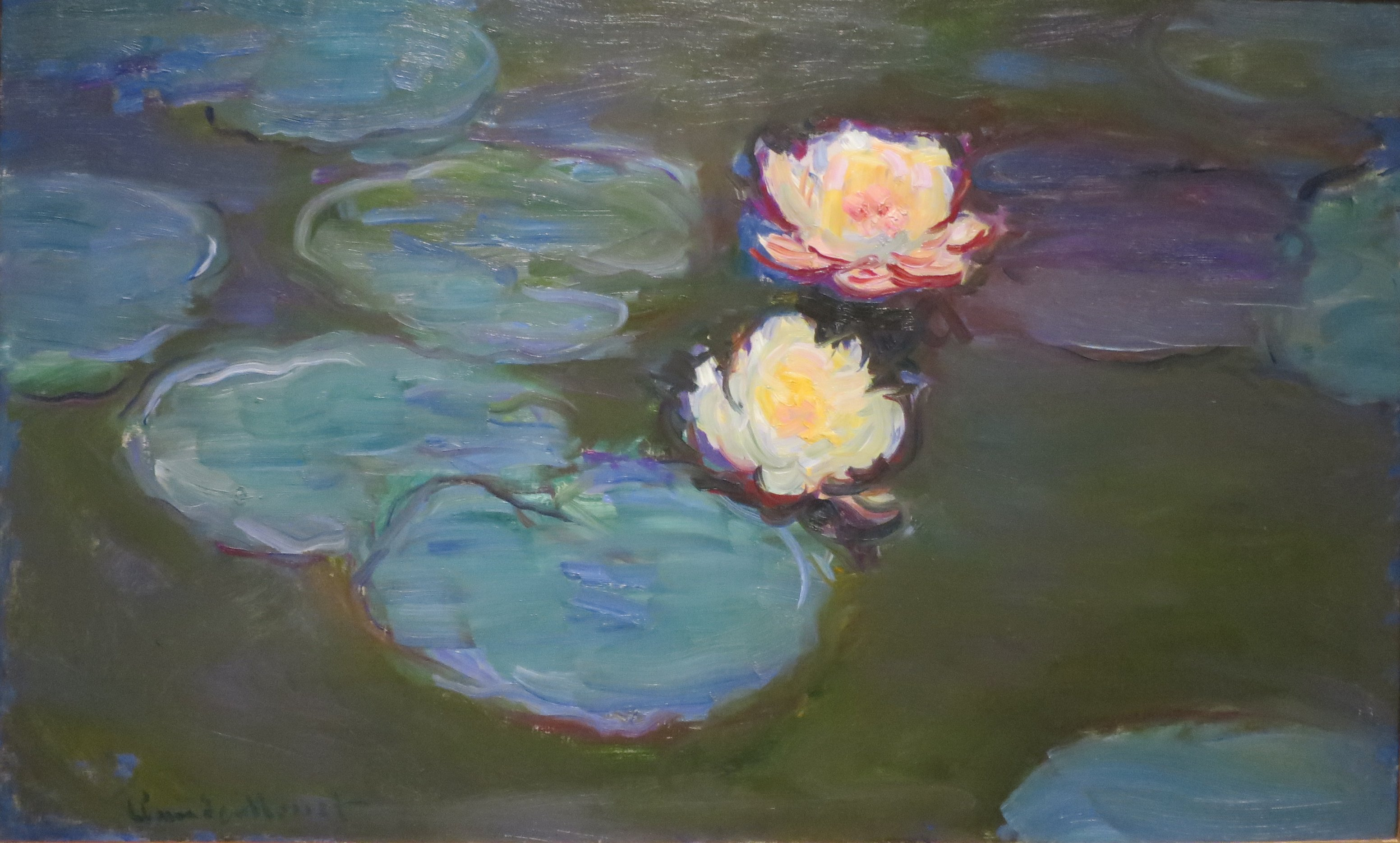
Nenufary (Nymphéas), 1897–1898, Los Angeles County Museum of Art